# Fella Hadj Ammar
Fella Rym Hadj Ammar, née en 1990, est une nageuse algérienne.

## Carrière
Aux Jeux africains de 2007 à Alger, elle est médaillée de bronze du 4 × 200 mètres nage libre. Aux Jeux panarabes de 2007 au Caire, elle obtient la médaille de bronze du 4 × 100 mètres nage libre.